# ستيفانو مارزو
ستيفانو مارزو (بالهولندية: Stefano Marzo)‏ (22 مارس 1991 بلومل في بلجيكا - ) هو لاعب كرة قدم هولندي في مركز الدفاع. شارك مع منتخب بلجيكا تحت 19 سنة لكرة القدم. أما مع النوادي، فقد لعب مع بيرتشوت وبيرسخوت إيه سي ونادي آيندهوفن ونادي هيرنفين.

## روابط خارجية
- ستيفانو مارزو على موقع قاعدة بيانات كرة القدم.إي يو (الإنجليزية)
- ستيفانو مارزو على موقع Soccerway.com (الإنجليزية)
- ستيفانو مارزو على موقع عالم كرة القدم.نت (الإنجليزية)